# VM i curling 1980 (kvinder)
Verdensmesterskabet i curling for kvinder 1980 var det andet VM i curling for kvinder. Mesterskabet blev arrangeret af World Curling Federation og (ligesom det første VM) afviklet i arenaen Perth Ice Rink i Perth, Skotland i perioden 17. - 22. marts 1980. 
Mesterskabet blev vundet af Canadas hold under ledelse af Marj Mitchell, som i finalen besejrede Sverige med 7−6, og som dermed vandt verdensmesterskabet for kvinder for første gang. Det var andet år i træk, at svenskerne tabte i finalen.
Danmark blev repræsenteret af et hold fra Hvidovre Curling Club med Marianne Qvist som skipper, som endte på tiendepladsen efter én sejr og otte nederlag.

## Hold
Mesterskabet havde deltagelse af 10 hold: Otte fra Europa og to fra Nordamerika:
| Europa   |              | Nordamerika |
| Danmark  | Schweiz      | Canada      |
| Frankrig | Skotland     | USA         |
| Italien  | Sverige      |             |
| Norge    | Vesttyskland |             |

## Resultater
De ti deltagende hold spillede først et grundspil alle-mod-alle, hvilket gav ni kampe til hvert hold. De fire bedste hold efter grundspillet gik videre til slutspillet om medaljer.

### Grundspil
De elleve hold spillede en enkeltturnering alle-mod-alle, hvilket gav ti kampe til hvert hold. De fire bedste hold i grundspillet gik videre til slutspillet.
| Runde | Kampe                | Kampe | Kampe                | Kampe | Kampe              | Kampe | Kampe                 | Kampe | Kampe                 | Kampe |
| ----- | -------------------- | ----- | -------------------- | ----- | ------------------ | ----- | --------------------- | ----- | --------------------- | ----- |
| 1     | USA - Norge          | 7-9   | Schweiz - Vesttyskl. | 11-2  | Frankrig - Sverige | 7-10  | Canada - Italien      | 9-7   | Danmark - Skotland    | 2-10  |
| 2     | Vesttyskl. - Canada  | 3-14  | Skotland - Sverige   | 6-13  | Italien - Schweiz  | 11-5  | Norge - Danmark       | 10-6  | USA - Frankrig        | 8-6   |
| 3     | Sverige - Italien    | 12-3  | Canada - USA         | 12-3  | Norge - Skotland   | 4-6   | Frankrig - Vesttyskl. | 8-4   | Schweiz - Danmark     | 10-6  |
| 4     | Norge - Italien      | 2-11  | Danmark - USA        | 4-8   | Frankrig - Canada  | 1-10  | Schweiz - Sverige     | 4-12  | Skotland - Vesttyskl. | 10-4  |
| 5     | Sverige - Danmark    | 15-6  | Frankrig - Norge     | 7-4   | Italien - Skotland | 4-7   | Vesttyskl. - USA      | 9-10  | Schweiz - Canada      | 5-8   |
| 6     | Canada - Danmark     | 9-1   | Skotland - Frankrig  | 8-4   | USA - Sverige      | 8-5   | Norge - Schweiz       | 11-5  | Vesttyskl. - Italien  | 9-10  |
| 7     | Italien - Frankrig   | 8-9   | Vesttyskl. - Danmark | 9-3   | USA - Schweiz      | 8-4   | Canada - Skotland     | 11-4  | Sverige - Norge       | 9-7   |
| 8     | Skotland - Schweiz   | 10-5  | Italien - USA        | 9-2   | Sverige - Canada   | 7-6   | Vesttyskl. - Norge    | 6-15  | Danmark - Frankrig    | 6-5   |
| 9     | Sverige - Vesttyskl. | 15-7  | Norge - Canada       | 1-10  | Danmark - Italien  | 5-9   | USA - Skotland        | 5-8   | Frankrig - Schweiz    | 8-7   |
| TB    | USA - Italien        | 10-5  |                      |       |                    |       |                       |       |                       |       |

| Plac. | Hold         | Kampe | Vundne | Tabte | Indbyrdes           | Tiebreak                 |
| ----- | ------------ | ----- | ------ | ----- | ------------------- | ------------------------ |
| 1.    | Sverige      | 9     | 8      | 1     | 1 sejr, 0 nederlag  |                          |
| 2.    | Canada       | 9     | 8      | 1     | 0 sejre, 1 nederlag |                          |
| 3.    | Skotland     | 9     | 7      | 2     |                     |                          |
| 4.    | USA          | 9     | 5      | 4     | 0 sejre, 1 nederlag | Vundet 10-5 over Italien |
| 5.    | Italien      | 9     | 5      | 4     | 1 sejr, 0 nederlag  | Tabt 5-10 til USA        |
| 6.    | Frankrig     | 9     | 4      | 5     | 1 sejr, 0 nederlag  |                          |
| 7.    | Norge        | 9     | 4      | 5     | 0 sejre, 1 nederlag |                          |
| 8.    | Schweiz      | 9     | 2      | 7     |                     |                          |
| 9.    | Vesttyskland | 9     | 1      | 8     | 1 sejr, 0 nederlag  |                          |
| 10.   | Danmark      | 9     | 1      | 8     | 0 sejre, 1 nederlag |                          |

### Slutspil
De fire bedste hold fra grundspillet spillede i slutspillet om medaljer.
| Runde       | Kampe             | Kampe |
| ----------- | ----------------- | ----- |
| Semifinaler | Sverige - USA     | 9-5   |
| Semifinaler | Canada - Skotland | 9-5   |
| Finale      | Sverige - Canada  | 6-7   |

### Samlet rangering
| Plac. | Hold         | 4                       | 3                     | 2                | 1                   |
| ----- | ------------ | ----------------------- | --------------------- | ---------------- | ------------------- |
| Guld  | Canada       | Marj Mitchell           | Nancy Kerr            | Shirley McKendry | Wendy Leach         |
| Sølv  | Sverige      | Elisabeth Högström      | Carina Olsson         | Birgitta Sewik   | Karin Sjögren       |
| 3.    | Skotland     | Betty Law               | Bea Sinclair          | Jane Sanderson   | Carol Hamilton      |
| 4.    | USA          | Sharon Vukich           | Joan Fish             | Betty Kozai      | Aija Edwards        |
| 5.    | Italien      | Maria-Grazzia Lacedelli | Nella Alvera          | Marina Pavani    | Ann Lacedelli       |
| 6.    | Frankrig     | Paulette Sulpice        | Agnes Mercier         | Huguette Jullien | Anne-Claude Wolfers |
| 7.    | Norge        | Ellen Githmark          | Trine Trulsen Vågberg | Ingvill Githmark | Kirsten Vaule       |
| 8.    | Schweiz      | Gaby Charrière          | Marie-Louise Favre    | Marianne Uhlmann | Cécilie Blanvillian |
| 9.    | Vesttyskland | Susi Kiesel             | Gisela Lunz           | Trudi Benzing    | Ines Campagnolo     |
| 10.   | Danmark      | Helena Blach Lavrsen    | Marianne Qvist        | Astrid Birnbaum  | Malene Krause       |